# Intelligenzaktion
Intelligenzaktion was een genocideplan van Nazi-Duitsland, gericht tegen de Poolse elite (waarmee vooral "intelligentsia", zoals leerkrachten, pastoors en dergelijke werden bedoeld), als deel van de eliminatie van potentieel gevaarlijke personen.
Het gevaar werd vooral gezien in de mogelijkheid dat deze personen de bevolking zou kunnen oproepen of mobiliseren tot burgerlijke ongehoorzaamheid tegenover de Duitse overheid, wat de volledige germanisering van Polen zou verhinderen.
Het was een van de eerste maatregelen in het Generalplan Ost, kort na de invasie van Polen door Duitsland. Een 60.000-tal personen werden vermoord binnen deze operatie, uitgevoerd van herfst 1939 tot lente 1940.  